# Embalse Plover Cove

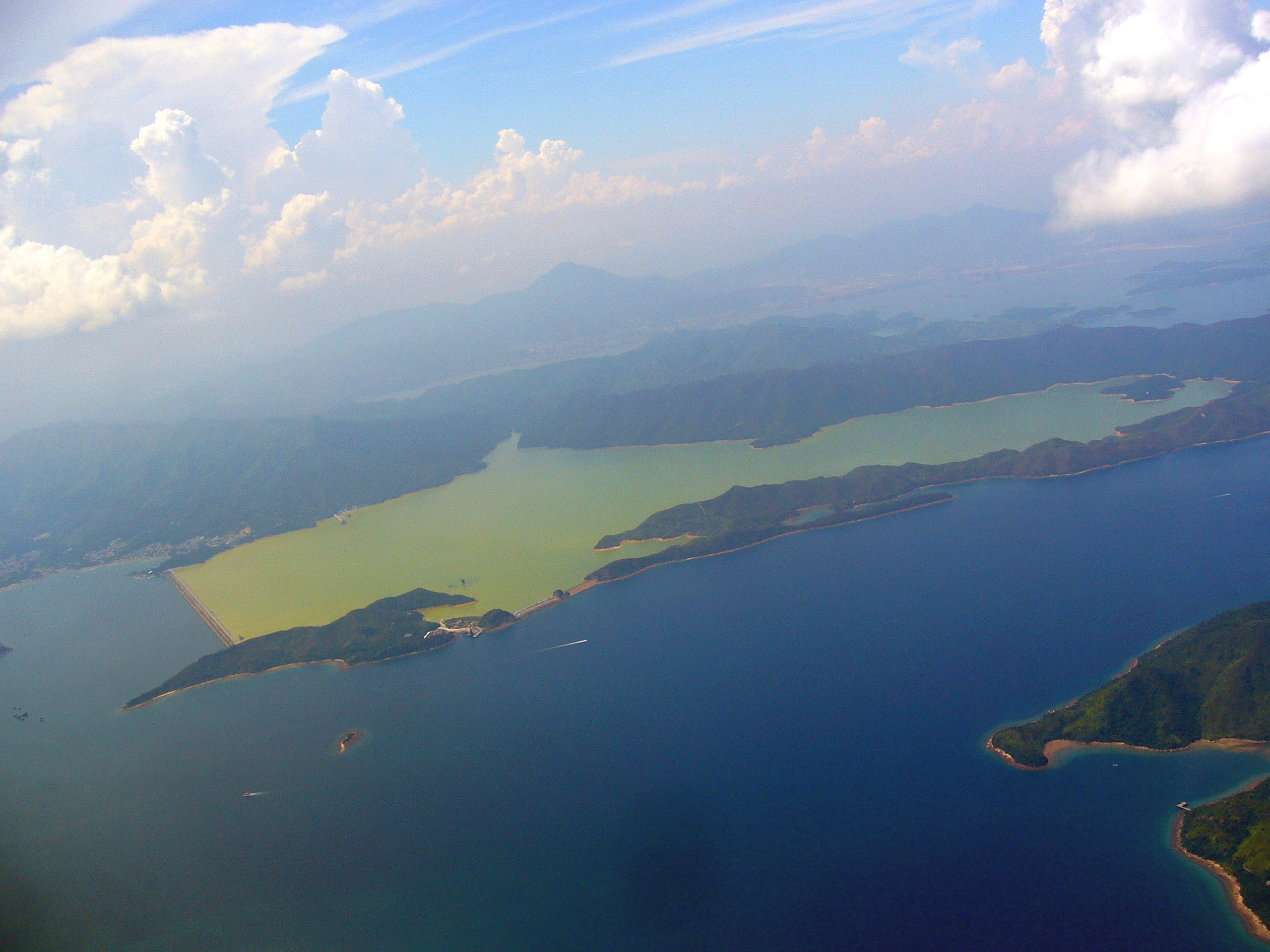
Vista aérea del embalse y el mar próximo, distinguibles por el distinto color de sus aguas.

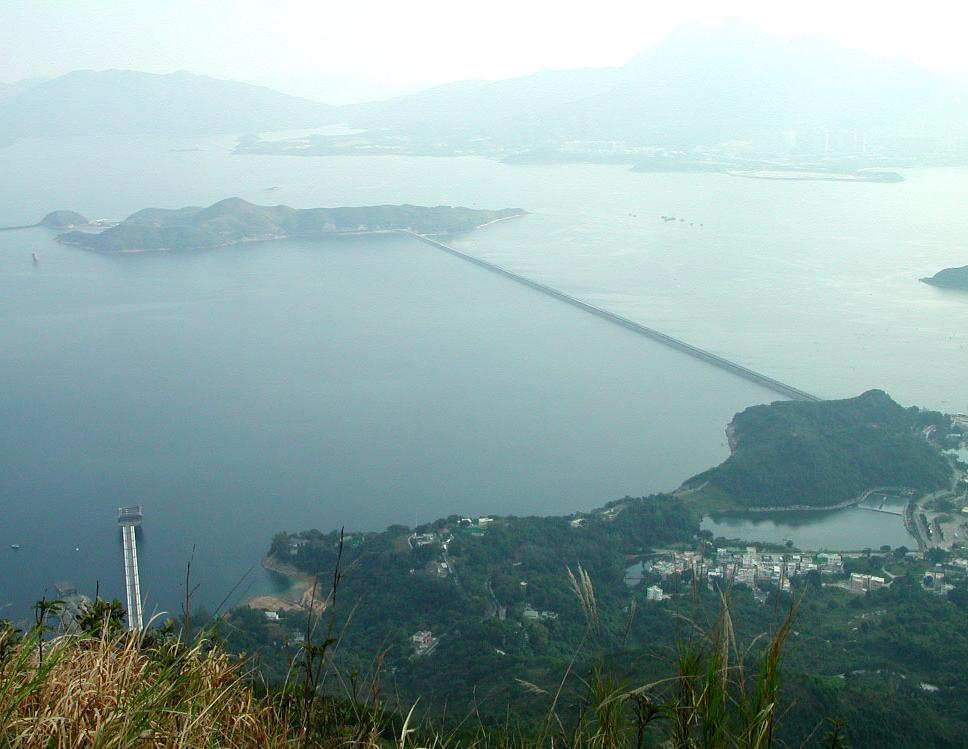
Presa principal. Abajo, a la derecha: Tai Mei Tuk.

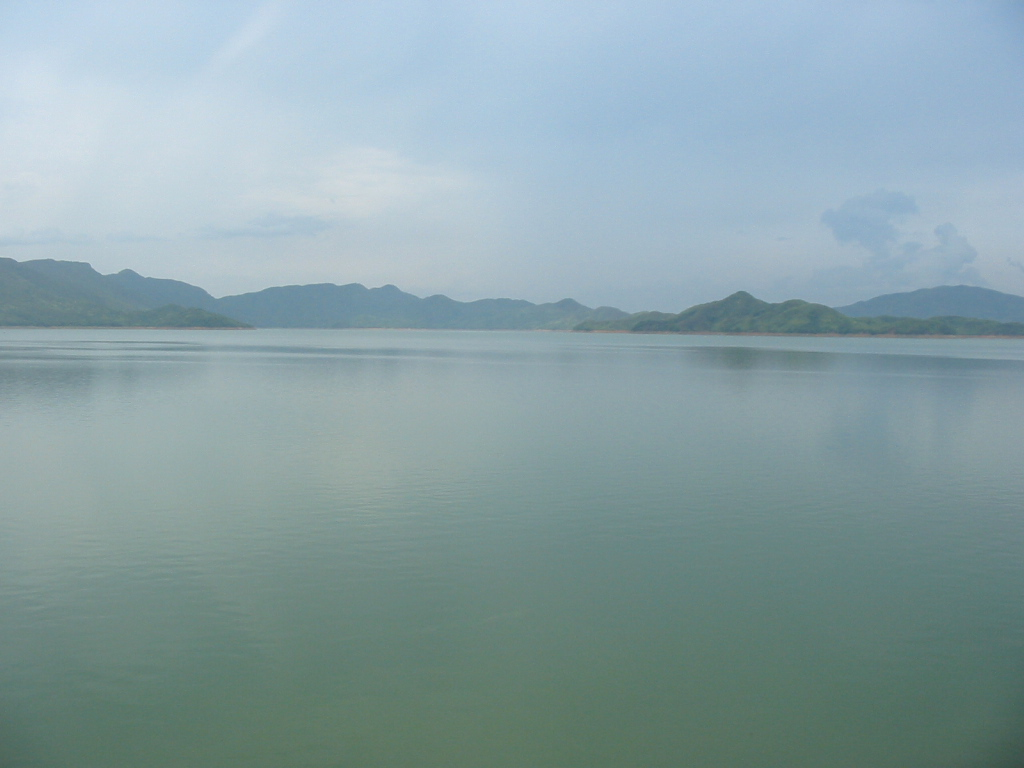
El embalse cisto a nivel de la presa principal.

El embalse Plover Cove (en chino, 船湾淡水湖; pinyin, Chuánwān Dànshuǐhú; en inglés: Plover Cove Reservoir) es un embalse de agua dulce artificial situado en el parque Plover Cove Country en los distritos Norte y Tai Po de la ciudad de Hong Kong, al sur de la República Popular China. Es el embalse más grande de la ciudad en términos de área, y el segundo más grande en volumen. Fue la primera construcción del mundo que transformó en lago una ensenada costera, desconectándola del océano. Su presa principal fue es su momento también de las más grandes del mundo, desconectando la ensenada Plover Cove desde el mar. Este embalse es una reserva de varias especies de animales y es un lugar de vida salvaje y claramente un lugar turístico.

## Historia
La antigua ensenada había sido un sitio popular de senderismo. Los trabajos de construcción comenzaron en 1960 y se terminaron en 1968, proporcionando una capacidad de 170 millones de m³. Después se aumentó la capacidad en 1970. Una vez finalizada (en 1973), la capacidad de la presa se incrementó a 230 millones de m³.
La presa principal y las otras tres sirven para el cierre de la ensenada desde el mar. La ensenada fue drenada y se convirtió en un lago de agua dulce. La presa del embalse tiene 28 m de alto y aproximadamente 2 km de largo. También almacena grandes cantidades de agua del Río Dong.

## Desplazamiento
Para la creación del embalse fue necesario desplazar a los habitantes de varios pueblos Hakka, que fueron cubiertos por el agua. Los habitantes del se vieron compensadas por el gobierno de Hong Kong con apartamentos y locales comerciales. En ese momento, fueron trasladadas 36 familias.